# Ала-Бука
Село Ала-Бука (кирг. Алабука) — районный центр Ала-Букинского района Джалал-Абадской области Республики Кыргызстан.
Расположено на высоте около 1180 метров над уровнем моря. В селе имеется одноимённый аэродром.

## Население
Население состоит из киргизов и узбеков. Из-за перенаселённости и незавершённой демаркации границы с Узбекистаном в селе постоянно разгораются межнациональные и межгосударственные конфликты.
В селе действует районный совещательный комитет (РСК) по межэтническим конфликтам, имеется центр занятости населения и помощи молодёжи, в котором изучают русский, английский и японский языки.